# Ligne 39 (Infrabel)
Pour les articles homonymes, voir Ligne 39.
La Ligne 39 est une ancienne ligne de chemin de fer en Belgique, en partie fermée. Elle reliait autrefois le tunnel de Botzelaer (de) (sur la ligne frontalière vers Aix-la-Chapelle) à Welkenraedt sur la ligne 37 (Infrabel). En 1917, un nouveau raccordement fut réalisé avec la ligne 24 (Infrabel) au niveau de Montzen (nl) et du tunnel de Botzelaer. 
L’ancienne ligne entre la frontière et ce raccordement, redondante et plus sinueuse que la ligne 24, fut fermée et démontée dans les années 1950.
Le reste de la ligne, bien qu’utilisé de façon sporadique, est maintenu en service pour la desserte de Montzen et a été électrifié. Ceci permet par exemple aux trains de voyageurs de la ligne 37 de faire le détour par Visé et Montzen si tout ou partie de la section Chênée – Dolhain-Gileppe devient temporairement inutilisable, comme ce fut le cas pour cause d'inondations de juillet à octobre 2021.

## Histoire

### Genèse
Dans les années 1860, la région de Herve et des trois frontières ne possédait pas encore sa propre desserte ferroviaire. A cette époque, une part importante du réseau ferroviaire belge était construit par des compagnies privées. Le secteur privé voyait justement de possibilités d’exploitation rentable dans la région et présentèrent plusieurs projets.
En 1863, un projet de ligne Louvain - Tongres - Visé - Glons - Moresnet appelé « grande jonction » qui présentait des ressemblances surprenantes avec la future ligne 24 (Infrabel), construite plus de 50 ans plus tard par les Allemands, fut rejeté par l’État Belge car elle concurrençait la ligne Liège - Herbesthal des Chemins de fer de l’État Belge.
Un second projet de desserte en forme de croix qui aurait comporté une ligne entre Aix-la-Chapelle et Liège-Vivegnis sur la ligne 34 devait permettre de desservir les mines de Plombières et d’évacuer leur production. Il fut là aussi rejeté car il contournait le nœud ferroviaire de Liège.
Bleyberg (actuellement Plombières), situé près de la frontière allemande possédait un important gisement de métaux non-ferreux ainsi qu’une fonderie, dont la production était évacuée par chariots. Par ailleurs, les fours de la fonderie nécessitaient de la houille en quantités importantes et tout ce trafic se faisait lentement sur des routes inadaptées. Enfin, cette importante usine pouvait utilement se développer en recevant des minerais venus de l’étranger.
Finalement, Plombières recevra sa ligne ferroviaire en 1870.

### La ligne 39
Remy Paquot directeur de la mine de Plombières, qui était déjà à l’origine du projet de la « grande jonction », obtient une concession pour une ligne entre Welkenraedt et la frontière allemande via Plombières ainsi que pour une antenne qui desservirait La Calamine où se trouve un autre gisement. De l’autre côté de la frontière, la compagnie allemande Compagnie des chemins de fer bergeois-marckois (BME) entame la construction d’une ligne au départ d’Aix-la-Chapelle (Gare Templerbend) qui comportera un important tunnel transfrontalier à double voie de 870 m : le Tunnel de Botzelaer (de), également appelé tunnel de Gemmenich.
La section, Welkenraedt - Plombières (via Birken et Moresnet) est inaugurée le 7 décembre 1870.
Une ligne en impasse entre Moresnet et La Calamine (la ligne 39B) est mise en service le 12 mars 1871 tandis que les travaux nécessaires afin de relier Plombières à la frontière allemande prennent plus de temps, notamment à cause d’un viaduc à construire à Plombières et du tunnel de Botzelaer. Elle est formellement ouverte le 29 juillet 1872.

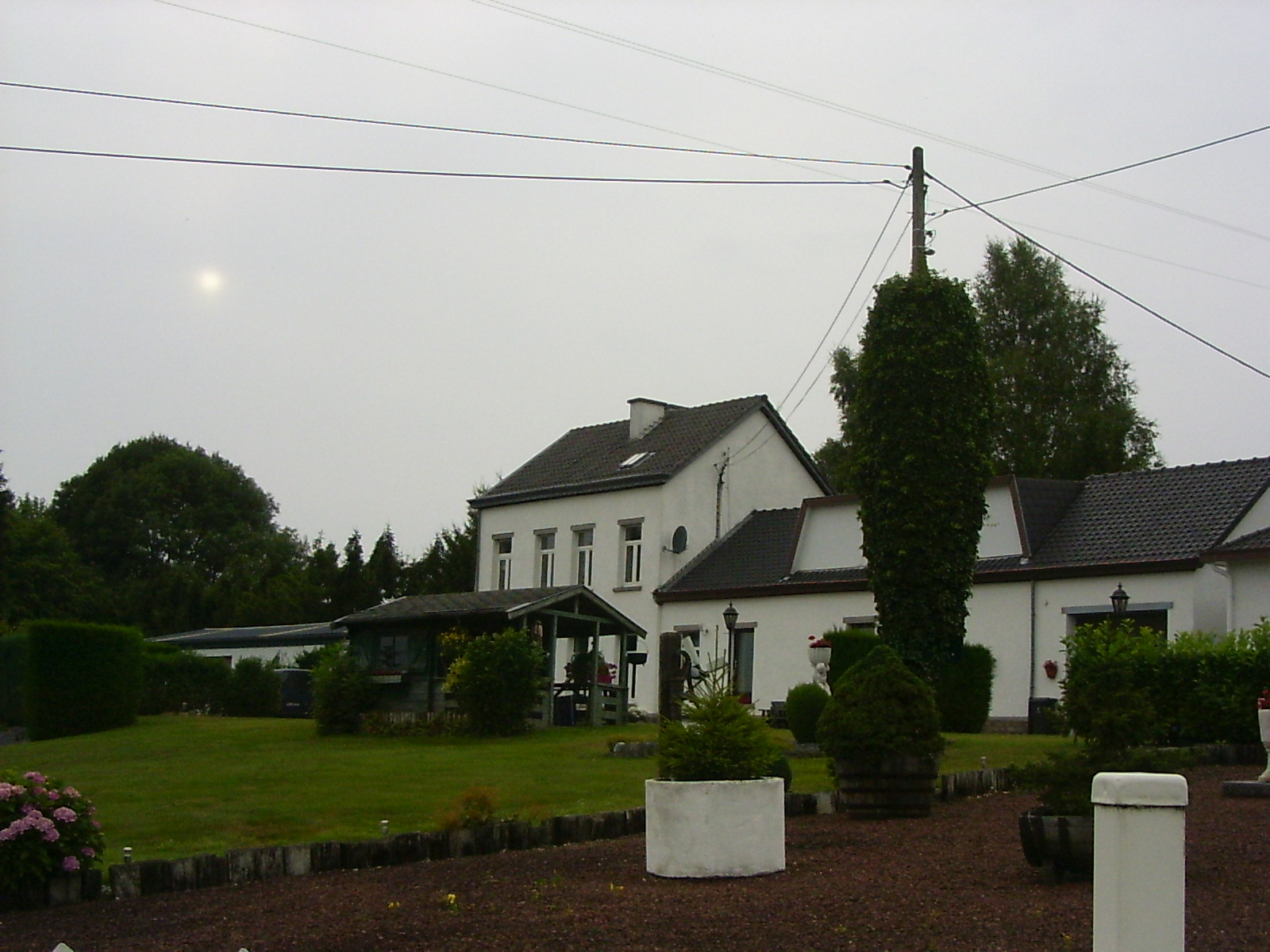
Ancienne gare de Gemmenich sur la partie démantelée de la ligne

La nouvelle ligne compte des gares importantes à Plombières et Moresnet ainsi que des haltes à Birken, Henri-Capelle et Gemmenich.

### Connexions avec les autres lignes
Il est également envisagé de relier Plombières aux Chemins de fer des Plateaux de Herve (ligne Chênée - Battice - Verviers, futures lignes 38 et 38A). Ce projet se rapproche de la réalité lorsqu’une ligne Battice - Aubel est mise en chantier. Elle sera inaugurée en 1881 mais la section manquante d’une petite dizaine de kilomètres ne voit pas le jour avant 1895. Des commerçants de Verviers y étaient opposés afin de ne pas perdre de trafic de transit et certains stratèges militaires ne voulaient pas d’une seconde ligne transfrontalière pénétrant à l’intérieur du pays en cas de conflit armé, il fallut attendre 1889 pour que le projet de ligne soit accepté.
Grâce à cette ligne, le trafic international augmente sur la ligne 39 avec des trains de marchandises de et vers l’Allemagne avec cependant un rebroussement obligatoire à Plombières pour les trains qui continuent sur la ligne 38 et deux rebroussements, un à Wekenraedt et un à Verviers (ce dernier sera supprimé au début du vingtième siècle) pour continuer vers la Belgique sur la ligne 37.
À cette époque, le trafic des marchandises entre Anvers et la Ruhr passe soit par le Rhin d'acier, encore à voie unique, soit par la ligne 37 (qui comporte un rebroussement à Verviers et est déjà proche de sa capacité maximale). En 1897, les milieux portuaires anversois déposent un projet de ligne entre Anvers et l’Allemagne via Visé et Moresnet. Elle provoque l’hostilité des villes de Liège et Verviers que cette ligne contourne. Ils parviennent à bloquer plusieurs accords ou à infléchir le tracé des lignes proposées. 
En 1913, un accord est passé entre la Belgique et l’Allemagne qui tient compte des desiderata de Liège et Verviers mais prévoit la réalisation de cette ligne nouvelle. En prévision de sa construction de la ligne nouvelle, on prévoit de créer un embranchement sur la ligne 38 près de Hombourg qui rejoindrait la ligne 39 au tunnel de Botzelaer et franchirait la Gueule par un viaduc (afin de contourner Plombières). On construirait aussi une grande gare frontière sur la ligne nouvelle et un raccordement avec la ligne 39 entre Welkenraedt et Moresnet.
Cette ligne nouvelle, qui devait partir de Louvain et passer par Tongres, ainsi que tous les projets prévus en 1913 seront réalisés par les Allemands après l’invasion de la Belgique. Il s'agit de ce qui deviendra la ligne 24 et constitue encore aujourd'hui un maillon important du trafic des marchandises vers l'Allemagne.

### Entre 1914 et 1940
En 1917, conjointement à la ligne 24, l'occupant allemand met en service un raccord partant de la ligne 39, à Y. Mulbach, et ralliant la gare de triage de Montzen.

### Après-guerre
En 1952, les deux lignes ferroviaires passant par Plombières sont fermées à tous trafics, de même que les lignes 39 et 39A vers Moresnet et La Calamine. La seule section de la ligne 39 à rester en service est celle de Welkenraedt à Montzen via Y. Mulbach.
Le 17 novembre 2005, cette portion restante de la ligne 39 est électrifiée par Infrabel. Bien que le trafic quotidien soit quasi inexistant, cette ligne constitue en effet la seule liaison entre les lignes 37 et 24 au sud de Liège. Les lignes 24 et 39 sont utilisées en trafic voyageurs et marchandises en cas de travaux ou accident sur la ligne 37.

## Caractéristiques

### Profil
Le tracé d'origine, via Plombières, était fort difficile et se caractérisait par une descente en rampe de 17 à 19 ‰ quasi-continue jusqu'au fond de la vallée de la rivière Gueule (une différence de niveau de 100 m). Entre Plombières et l'entrée du tunnel frontalier de Botzelaer, une rampe de 19 ‰ amène les trains à une altitude voisine de celle de la gare de Welkenraedt.
La section construite par les Allemands entre Montzen et la bifurcation de Muhlbach est moins ardue. La différence de niveau entre les voies de l'ancienne ligne 39 passant sous le viaduc de Moresnet et la gare de Montzen, proche du niveau des voies sur le viaduc, témoigne du profil de la ligne à l'origine.